# جيرمين بوليو
جيرمين بوليو (بالإنجليزية: Germaine Beaulieu)‏ (1949، لافال في كندا)؛ كاتِبة وشاعرة كندية.